# Acrographinotus curvispina
Acrographinotus curvispina is een hooiwagen uit de familie Gonyleptidae. De wetenschappelijke naam van Acrographinotus curvispina gaat  terug op Roewer.